# Ясенна (Польща)
Ясенна (пол. Jasienna) — село в Польщі, у гміні Коженна Новосондецького повіту Малопольського воєводства.
Населення — 1015 осіб (2011).
У 1975—1998 роках село належало до Новосондецького воєводства.

## Географія
У селі бере початок річка Ясенянка.

## Демографія
Демографічна структура станом на 31 березня 2011 року:
|          | Загалом | Допрацездатний вік | Працездатний вік | Постпрацездатний вік |
| -------- | ------- | ------------------ | ---------------- | -------------------- |
| Чоловіки | 513     | 132                | 338              | 43                   |
| Жінки    | 502     | 133                | 273              | 96                   |
| Разом    | 1015    | 265                | 611              | 139                  |